# 公仔麵

在超級市場售賣的五包裝公仔麵

公仔麵是香港永南食品生產的即食麵品牌，在1968年推出市場，當時以「三分鐘可以煮熟」宣傳，並且通過電視及贊助社區活動進行推廣，迅速得到香港市場的認可，「公仔麵」遂成為香港人稱呼即食麵的代名詞。時至今天，公仔麵仍然是主流品牌之一。

## 發展史
日本開發的預先包裝即食麵於1958年由日清食品推出市場，在日本取得成功後，也被引進到香港銷售，不過在1960年代因定價及口味等因素，加上其時香港也有麵廠生產如百吉麵的快熟麵條食品，所以從日本直接進口的即食麵最初並未獲得香港市場的認可。從事紡織業的南聯實業創辦人之一的周文軒，在1960年代後期有意拓展紡織業以外的業務，決定投資食品工業。周文軒最初專注於冷凍食品，但不久便將焦點轉移到即食麵，原因是香港經濟在1960年代中後期發展加快，香港人的生活節奏變得急促，不想花太多時間煮食，即食麵能夠迎合香港人的生活節湊，而且香港當時雖有類似的快熟麵條食品，但香港未有麵廠生產類似日清食品的包裝即食麵，直接輸入的日本即食麵市場反應欠佳，主因是對普羅大眾而言售價較昂貴，口味又未按香港市場的需求而作出調整，若然能夠在香港生產本土口味的即食麵，相信售在價和口味方面都能夠迎合本土市場的需求，而且製造即食麵的材料價格低廉，產品附加值高，不過在早期投資方面，包括設置廠房、購置機器及引入生產技術的投資金額大，這也是當時香港未有麵廠從日本引進新式即食麵生產線的原因之一，因為當時香港的粉麵製造公司的規模普遍較小，當中有不少是家庭式經營的小型食品廠，難以籌措資金購置先進的生產線。總括而言，即食麵市場潛力大、競爭小，而且利潤高，不過先要投入大筆資金才行，投資設立新式即食麵工廠需有一定的經濟實力。
周文軒決定投資食品工業後，由於他本人缺乏生產食品的經驗，便找來曾經在淘大食品工作，具有食品開發、製造和銷售經驗，及已相識多年的王清熙協助打理業務，兩人於1968年成立永南食品有限公司，周佔6成股權、王則佔4成，公司先由周出資成立，王到永南食品有利潤後才開始注入資金，可見周文軒對王清熙的信任。王清熙為此到日本考察，去了當地的一家不太出名的製麵公司參觀，發現製麵成本低、利潤高，便決定在香港生產即食麵。永南食品先從日本引入即食麵的麵餅在香港包裝出售，即食麵的調味包則按香港人的口味作出調整，並以「公仔麵」為商標上市，產品以一個「公仔」（粵語「玩偶」的意思）作招徠，故亦以「公仔麵」命名，最初只售予南聯工業大廈的合作社，由於反應良好，便推出市場，並且利用當年在香港日漸普及的免費電視廣播進行宣傳推廣，又贊助節慶的文娛及康樂活動，向活動參與者及觀眾免費派發公仔麵，使公仔麵在香港迅速流行起來。為因應持續增長的市場需求，永南食品不久便從日本引進全套即食麵生產線，在1969年於香港廠房生產及包裝即食麵，即食麵的麵餅和味粉均在香港製造，又因大量生產公仔麵需要使用大量植物油，同時為了與當時香港的兩大食用油供應商及主要競爭對手合興集團及南順香港集團競逐食品市場，永南食品於是在1971年自設食用油製造廠，並採購美國粟米生產粟米油，自產的粟米油不但用於製造公仔麵，也以「維康粟米油」為名在零售市場銷售。
永南食品於1968年在香港市場推售公仔麵後，通過電視媒體宣傳，贊助香港市政局及街坊會的文娛體育活動，以大贈送的方式進行推廣，使市民將公仔麵作為日常早餐及宵夜的食物，在1970年代初成功奪取香港麵食市場的重要位置，其即食麵包裝內的味粉及醬包特意進行本土化的口味調校，如推出雞蓉味、海鮮味、沙爹味、冬菜味的調味包，能夠與直接從日本進口的即食麵在口味上作出區隔，這也影響到日清食品在香港銷售出前一丁的策略，日清後來也為香港市場生產本土化的口味。即使其後有多個即食麵品牌進入香港市場，香港人把即食麵稱為「公仔麵」的習慣亦未有改變，並成為日常的標準書面語，縱使其源自粵語口語的香港品牌名稱。
在眾多即食麵品牌中，公仔麵定位為中高檔路線，與採用油炸麵餅及走低價路線的福字麵及超力伊麵有所區隔，但公仔麵的價錢仍屬大眾化，其主要競爭對手為日本日清食品推出的出前一丁，惟早年的出前一丁仍是在日本工廠生產再運到香港銷售，售價比公仔麵貴，卻缺乏可供選擇的口味，其以麻油味的醬油湯底為主及最受歡迎，至1985年日清食品在香港設廠生產出前一丁，並仿效公仔麵推出多種香港人喜歡的湯底味道，直接與公仔麵競爭。由於出前一丁原本的售價較高，在香港設廠生產後，成本得以大大降低，出前一丁的售價便更具競爭力，而公仔麵享有的在地優勢則被抵消，這場正面競爭在四年後落幕。1989年，永南食品接受日清食品提出的收購，永南食品成為日清食品的附屬公司，日清食品佔據香港即食麵大半市場。然而因為「公仔麵」在香港已經深入民心，並成為即食麵的代名詞，「公仔」品牌具有其存在價值，同時能夠讓即食麵的產品線多元化，故此該品牌的即食麵仍然繼續生產銷售，當中的麵餅和醬包都保留原有風格。
現在公仔品牌開展點心等食品市場，並拓展中國大陸市場。

## 獎項
- 1986年：香港優質標誌獎
- 1999年-2003年：《讀者文摘》非常品牌 - 香港區金獎
- 2000年：ISO 9001:1994 質量管理系統證書
- 2002年：Yahoo! 品牌感情大獎 - 與Yahoo!網民一起成長品牌
- 2003年：ISO 9001:2000 質量管理系統證書

## 外部連結
- 公仔麵網站 （页面存档备份，存于） - 永南食品有限公司
- RTHK-香港故事(第19輯)07-速食速決
- 惡鬥出前一丁遭收購 專訪公仔麵之父：日清要除去競爭對手！《東周刊》2017.11.24  （页面存档备份，存于）

 维基共享资源上的相關多媒體資源：公仔麵